# Dipaleseng Local Municipality
Dipaleseng (englisch Dipaleseng Local Municipality) ist eine Lokalgemeinde im Distrikt Gert Sibande der südafrikanischen Provinz Mpumalanga. Der Sitz der Gemeindeverwaltung befindet sich in Balfour. Bürgermeister ist Mafunda Makhubu.
Die Gemeinde ist benannt nach dem Sesotho-Wort für „Platz der Blumen“.

## Städte und Orte
- Balfour
- Grootvlei
- Nthorwane
- Siyathemba

## Bevölkerung
Im Jahr 2011 hatte die Gemeinde 42.390 Einwohner auf einer Fläche von 2616 Quadratkilometern. Davon waren 89,8 % schwarz und 8,6 % weiß.
| Sprache         | Einwohner | %       |
| --------------- | --------- | ------- |
| isiZulu         | 23.581    | 56,13 % |
| Sesotho         | 10.166    | 24,20 % |
| Afrikaans       | 3.778     | 8,99 %  |
| Englisch        | 1.260     | 3,00 %  |
| isiXhosa        | 1.006     | 2,39 %  |
| isiNdebele      | 467       | 1,11 %  |
| Sepedi          | 420       | 1,00 %  |
| Setswana        | 419       | 1,00 %  |
| Sonstige        | 262       | 0,62 %  |
| Siswati         | 212       | 0,50 %  |
| Gebärdensprache | 196       | 0,47 %  |
| Xitsonga        | 174       | 0,41 %  |
| Tshivenda       | 68        | 0,16 %  |
| unbekannt       | 382       |         |